# Balen (Anversa)
Balen  (pronuncia in olandese: [ˈbaːlə(n)]) è un comune di lingua fiamminga situato nella provincia belga di Anversa, nelle Fiandre.
Il comune comprende l'omonima città di Balen ed il centro di Olmen.
Al 1º gennaio 2014 la città di Balen contava una popolazione totale di 21 817 abitanti.
La superficie del territorio comunale è di 72,88 km², per una densità abitativa di 283 abitanti per km².

## Toponomastica
Il nome del villaggio si trova citato per la prima volta nel 1173 come "Banele", contenente i componenti "banne" (banno, giurisdizione) e "lo" (suffisso che indica "bosco"). 

## Storia
Balen era un villaggio dell'area di difesa di Mol, Balen e Dessel; anticamente era di proprietà dell'Abbazia di Corbie, ma divenne in seguito una signoria indipendente. Le famiglie Van Bocholt, De Renesse van Furstenberg e De Mol furono le signorie più importanti. 
Il villaggio ebbe una certa prosperità grazie alle numerose strade che vi si univano, e ad una piccola attività artigianale.
Nel 1881 fu avviata una fonderia di zinco a Vieille Montagne, seguita nel 1889 dalla fabbrica di polveri La Forcite. Queste fabbriche furono insediate a Wesel e ciò rese Balen un centro industriale. Anche l'agricoltura divenne sempre più importante, poiché alla fine del XIX secolo fu coltivata anche la brughiera.
Santa Odrada potrebbe essere originaria di Scheps, nei pressi di Balen.

## Suddivisioni
Il comune è costituito dai seguenti distretti:
- Balen
- Olmen

### Evoluzione demografica
Il comune conta, al 1º agosto 2017, 22 427 abitanti (11 173 uomini e 11 254 donne), ha una densità di 307,73 abitanti/km² per una superficie di 72,88 km².